# Hôpital de Lapinlahti
Hôpital de Lapinlahti (en finnois : Lapinlahden sairaala)  est le premier Hôpital psychiatrique construit en Finlande.
Il est situé dans le quartier de Lapinlahti à Helsinki en bord de mer et à proximité du  cimetière de Hietaniemi.

## Description

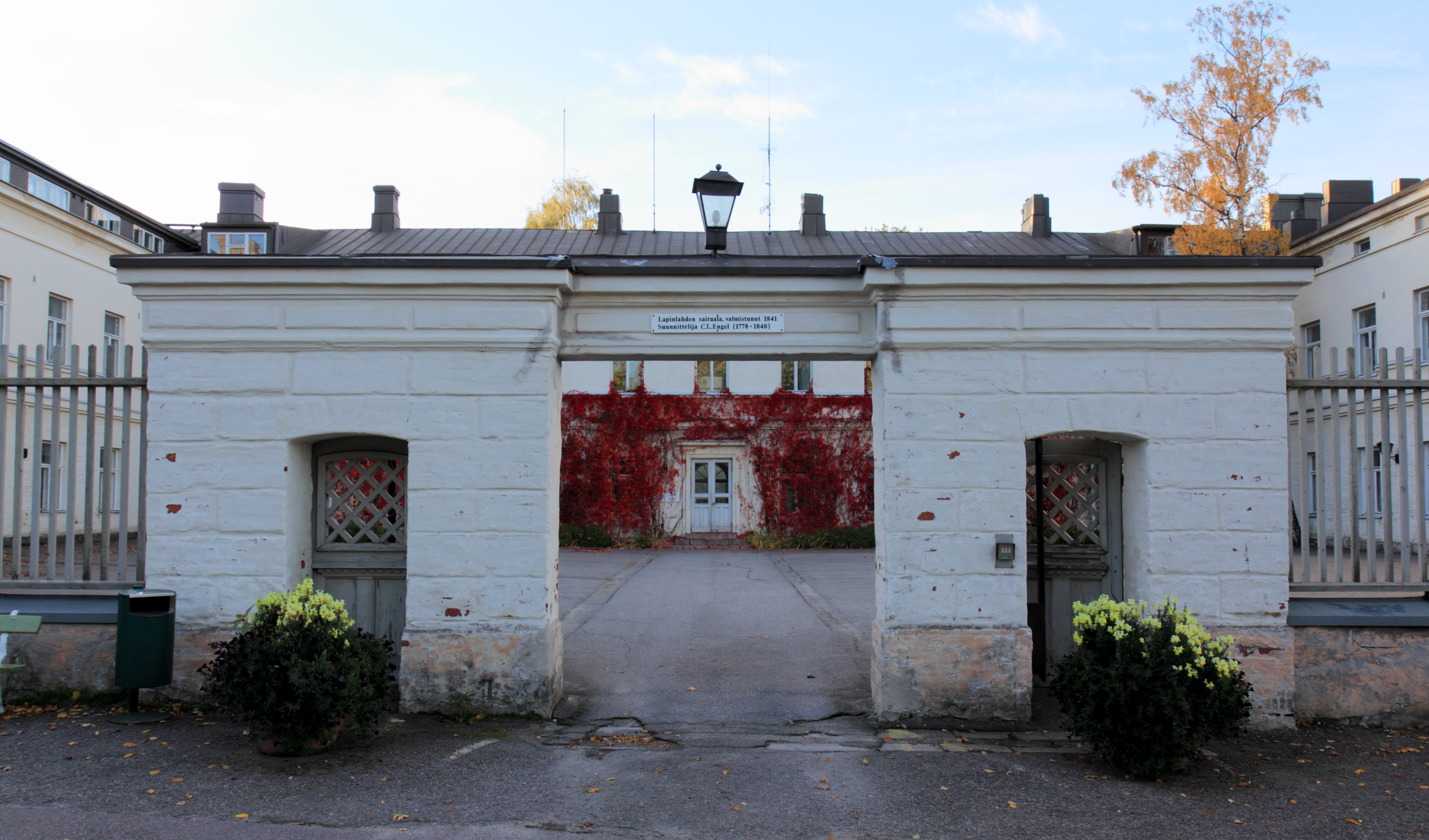
Le portail.

La construction de l'hôpital conçu par  Carl Ludvig Engel est terminée en  1841. L’hôpital est entouré d'un grand parc. L'hôpital ayant fonctionné pendant 160 années  ferme définitivement le 19 décembre 2008 malgré une opposition citoyenne à cette fermeture.
Une partie des bâtiments désaffectés ont été réaffectés, entre autres, à des activités étudiantes. Mais on cherche à mieux utiliser les autres parties dans l'avenir. La ville d’Helsinki a l'intention de restaurer la partie hospitalière pour la mettre à disposition du Département des services sociaux,.

## Histoire

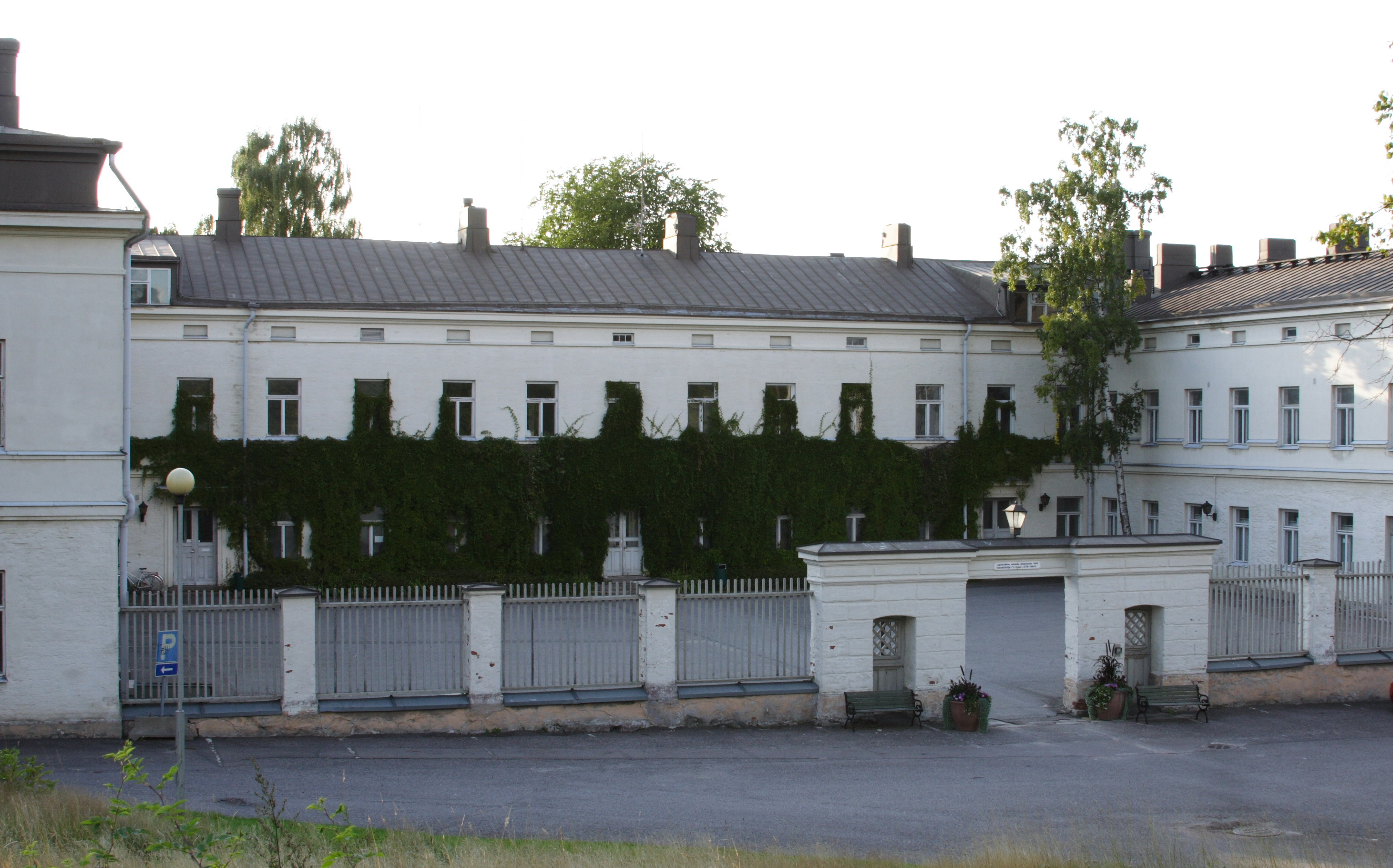
La façade d'entrée.

L'hôpital de Lapinlahti a été fondé par le grand-duc de Finlande, l'empereur Nicolas Ier.
Lors de sa visite d'inspection en 1833, il a considéré que l'état actuel des soins de santé mentale en Finlande était très mauvais. L'empereur envoya donc le professeur de médecine Carl Daniel von Haartman prendre un modèle de traitement dans un hôpital psychiatrique de Saint-Pétersbourg et engagea Carl Ludvig Engel pour concevoir un hôpital psychiatrique moderne à Helsinki.
Lapinniemi, à l'ouest du centre d'Helsinki, a été choisie comme endroit approprié.
Leonard Fahlander, qui fut médecin-chef de 1841 à 1866, fut nommé premier médecin-chef de l'hôpital.
Au début, la forme de traitement était principalement l'isolement et l'objectif principal était de protéger les patients et le personnel de la violence. À cette époque, il n’y avait aucune infirmière qualifiée à l’hôpital. Le médecin-chef Fahlander est parti à l'étranger pour se familiariser avec les soins de santé mentale et, inspiré par ses expériences, a voulu essayer un traitement sans moyens coercitifs, mais après quelques années, les expériences ont pris fin en raison de la résistance du personnel. Les moyens de coercition utilisés comprenaient des chaînes, des camisoles de force et des entraves.
Après Leonard Fahlander, Thiodolf Saelan fut choisi comme médecin-chef. Il fut en fonction entre 1868 et 1904. Thiodolf Saelan était un éminent botaniste et il s'est beaucoup concentré sur la revitalisation de la zone hospitalière. Les traitements ne se sont pas beaucoup développés à son époque. À l'initiative de Thiodolf Saelan, le bâtiment fut agrandi en 1877 avec des salles pour patients violents et en désordre.
Le troisième médecin-chef de l'hôpital était Christian Sibelius, frère du compositeur Jean Sibelius, qui fut médecin-chef de 1904 à 1922. Christian Sibelius a réformé les soins hospitaliers dans un sens plus humain et a abandonné les mesures coercitives. Il s'est également concentré sur le développement de la formation du personnel. La première infirmière formée à l'hôpital fut Lyly Swan, qui se concentra sur le développement des soins et la formation de nouvelles infirmières. La propre sœur de Christian Sibelius, Linda Sibelius, est devenue patiente à l'hôpital de Lapinlahti en 1906. Cependant, elle fut bientôt transférée à l'hôpital psychiatrique de Nikkilä, où elle vécut pour le reste de sa vie, jusqu'en 1932.
Pendant la guerre civile finlandaise, Jean Sibelius et sa famille ont déménagé d'Ainola à l'hôpital d3 Lapinlahti pour échapper à la guerre pendant quelques mois.

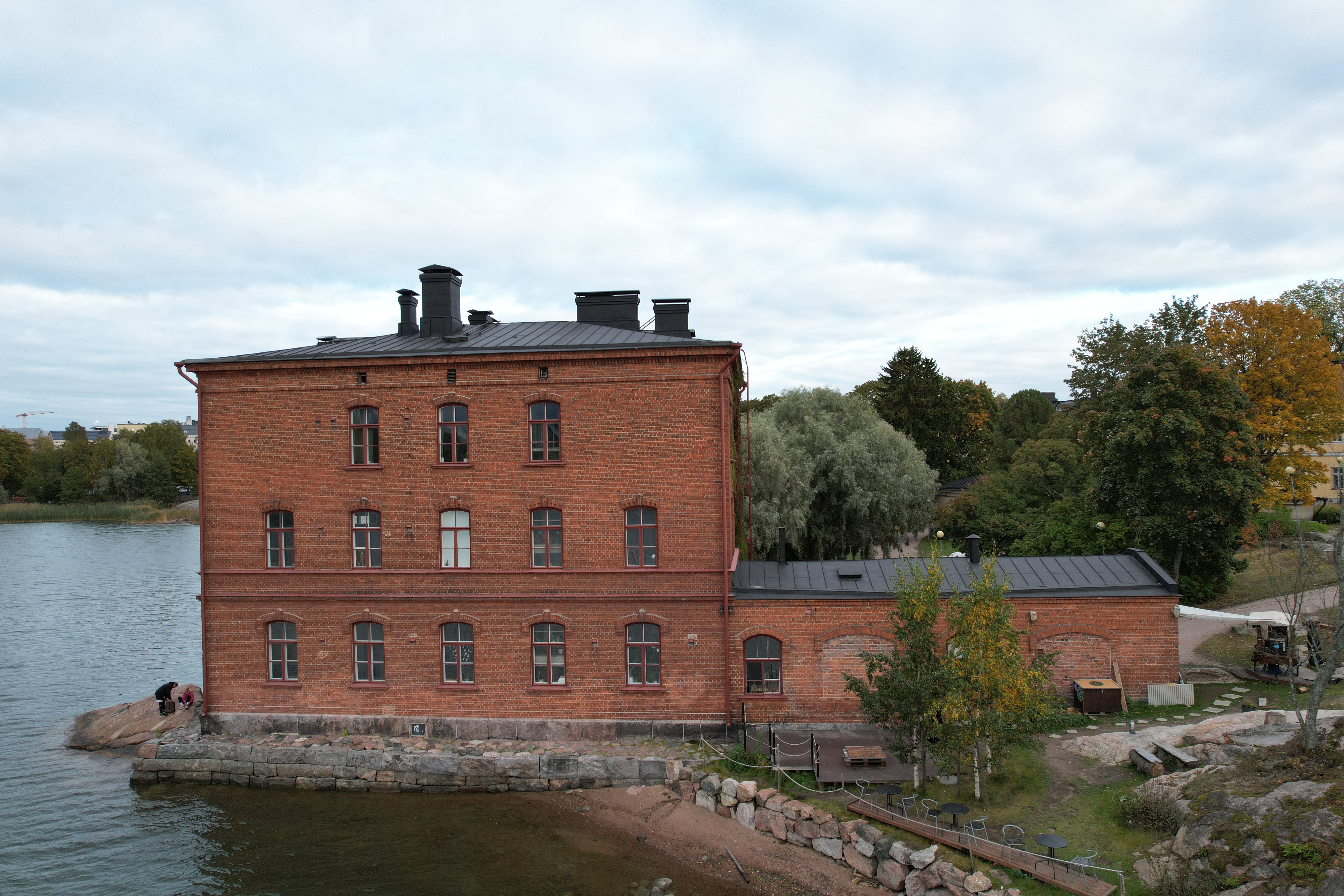
Bâtiment annexe "Venetsa", qui abritait autrefois une laverie et une boulangerie.

Harald Fabritius a été médecin-chef en 1925-1946.
À l'époque de Harald Fabritius, les bâtiments ont été rénovés et le confort des lieux a été amélioré. Lors des grands bombardements d'Helsinki en février 1944, une bombe frappa le bâtiment Venetsia aux murs rouges, situé sur la rive, qui fait partie de l'hôpital de Lapinlahti. La bombe a tué quatre personnes.
Harald Fabritius a été suivi comme médecin-chef par Martti Kaila (1948-1967), Kalle Achté (1968-1991) et comme dernier médecin-chef par Ranan Rimón (1991-2001). Pour le reste du fonctionnement de l'hôpital, les fonctions du médecin-chef étaient réparties entre trois personnes.

## Fin des activités hospitalières
Les activités de l'hôpital de Lapinlahti ont pris fin définitivement le 19 décembre 2008, lorsque le service des troubles de l'alimentation, la clinique externe et le service de soins de jour du service psychiatrique du HUS ont été transférés au centre psychiatrique HYKS (fi).

## Utilisation actuelle
En 2015, la ville d'Helsinki et la coopérative Lapinlahden Tilajakamo et Suomen Mielenterveysseura (fi), qui promeuvent l'utilisation des installations de Lapinlahti, ont conclu un contrat de location pour l'utilisation de l'hôpital de Lapinlahti.
Les locaux disposent à la fois de services de santé mentale et de salles de travail pour les artistes et les compagnies. Le bail était d'une durée limitée et la ville cherchait encore comment vendre l'hôpital.
En 2021, l'espace sera géré par quatre acteurs principaux : Lapinlahden lähde, qui est une entreprise sociale appartenant à Mieli ry, est responsable de la plupart des espaces et de leur location, la société de santé mentale Pro Lapinlahti est responsable de la plupart des activités de l'organisation, Lapinlahden tilanjakamo, qui loue un espace dans la moitié du bâtiment principal entre-autres pour les artistes et Kakspy Palvelut oy qui loue les appartements du bâtiment Alvila.
En 2023, la Fondation Lapinlahti a été créée dans le but de soutenir des activités promouvant la santé mentale et la culture inclusive dans le quartier de l'ancien hôpital de Lapinlahti.
En 2024, la  Lapinlahden lähde a reçu un prix de la société civile du Comité économique et social européen pour son travail auprès des personnes aux prises avec des problèmes de santé mentale.

## Projets de réutilisation
Un concours d'idées a eu lieu au printemps 2019 concernant l'utilisation future de l'hôpital, et une fois le problème résolu, Helsinki vendra ou louera la propriété de l'hôpital.
Une seule proposition a été soumise au concours, préparée par la société immobilière luxembourgeoise Nrep.
Les résultats du concours ont été annoncés en mars 2020 et, sur cette base, les bâtiments devaient accueillir les bureaux de la société Moomin Characters (fi), le musée de Tove Jansson, un pavillon touristique et des espaces de travail, ainsi que d'autres activités.
De plus, selon le projet du Nrep, un hôtel de cinq étages et deux maisons de retraite auraient été construits dans la zone.
Le projet a été critiqué parce que les artistes, les petites entreprises et les organisations bénévoles perdraient leurs locaux.
En 2022, la ville d'Helsinki a décidé d'abandonner les nouvelles constructions dans la zone et de garder le parc de la zone hospitalière ouvert aux citoyens de la ville.
Dans un nouveau projet de 2023, où il n'y a pas de nouveaux bâtiments, un tiers de la surface des bâtiments serait réservé à des activités hôtelières.
Courant 2024, il est prévu de décider de l’utilisation de la zone. Les bâtiments sont en mauvais état et nécessitent une rénovation. Les plans incluent une coentreprise avec la ville d'Helsinki et le Nrep, qui rénoverait les bâtiments. La Fondation Lapinlahti présente également sa propre proposition pour la poursuite de l'utilisation et de la rénovation des bâtiments. Les plus questions les plus importantes concernent le financement de la rénovation des bâtiments, la question de savoir si la ville restera propriétaire majoritaire des bâtiments et quelle partie du bâtiment principal pourrait éventuellement être utilisée comme auberge,,.
La ville d'Helsinki a prévu de construire le tunnel de Jätkäsaari (fi) reliant le port Ouest d'Helsinki à Ruoholahti et à la Länsiväylä.
Dans une option d'alignement, l'entrée du tunnel serait située à la limite sud du parc Lapinlahti.

### Patients célèbres
- Josef Julius Wecksell, écrivain[23]
- Aleksis Kivi, écrivain[24],[23]
- Paavo Tikkanen, journaliste[23]
- Jalmari Ruokokoski, artiste peintre[23]
- Kerttu Nuorteva, acteur[23]
- Helvi Juvonen, poète[25]
- Lauri Viita, poète[23]
- Veijo Meri, écrivain[23]
- Harri Sirola, écrivain[23]
- Vesa-Matti Loiri, artiste[26]
- Tuija Ahvonen, acteur[27]

## Galerie

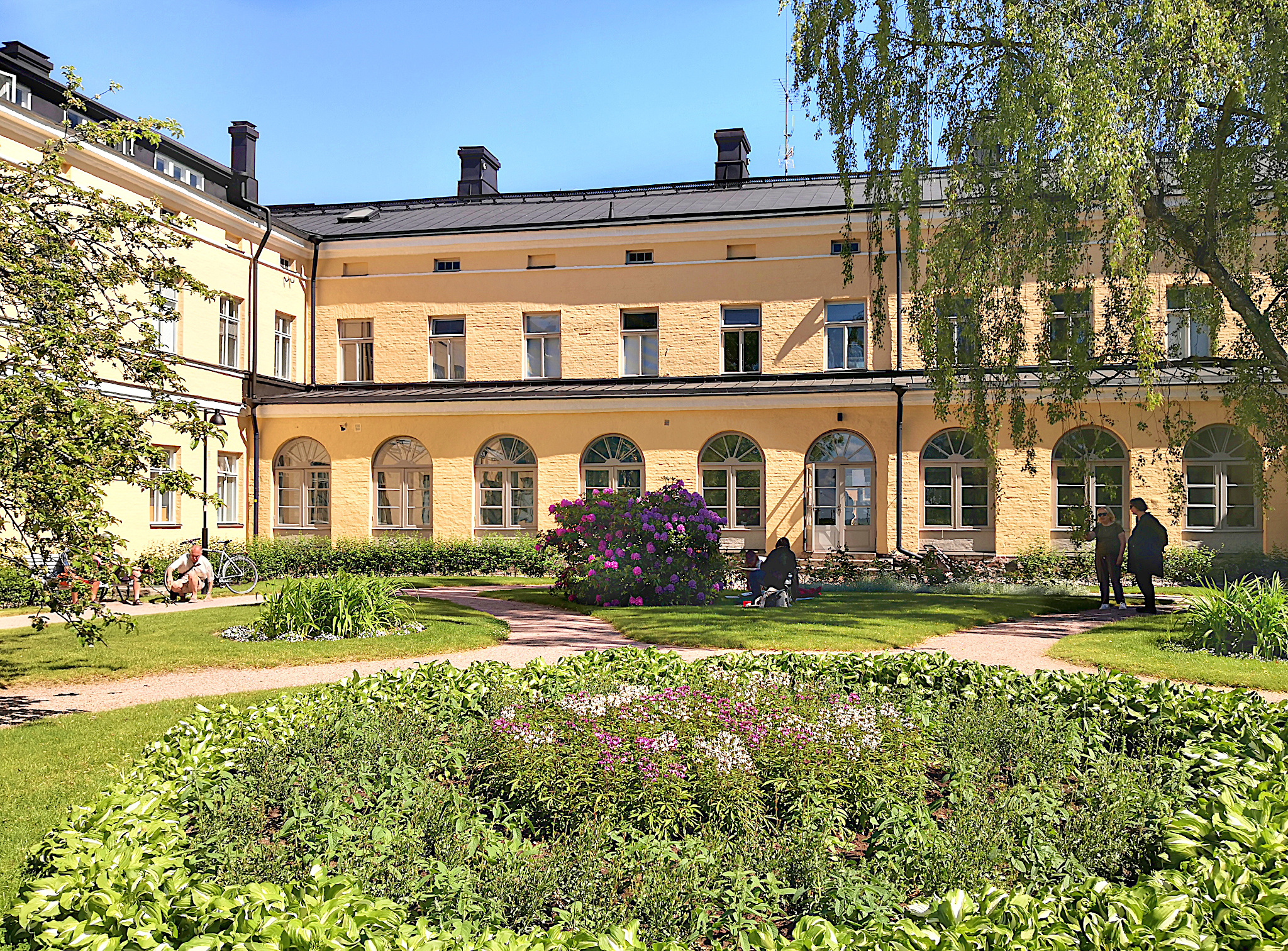
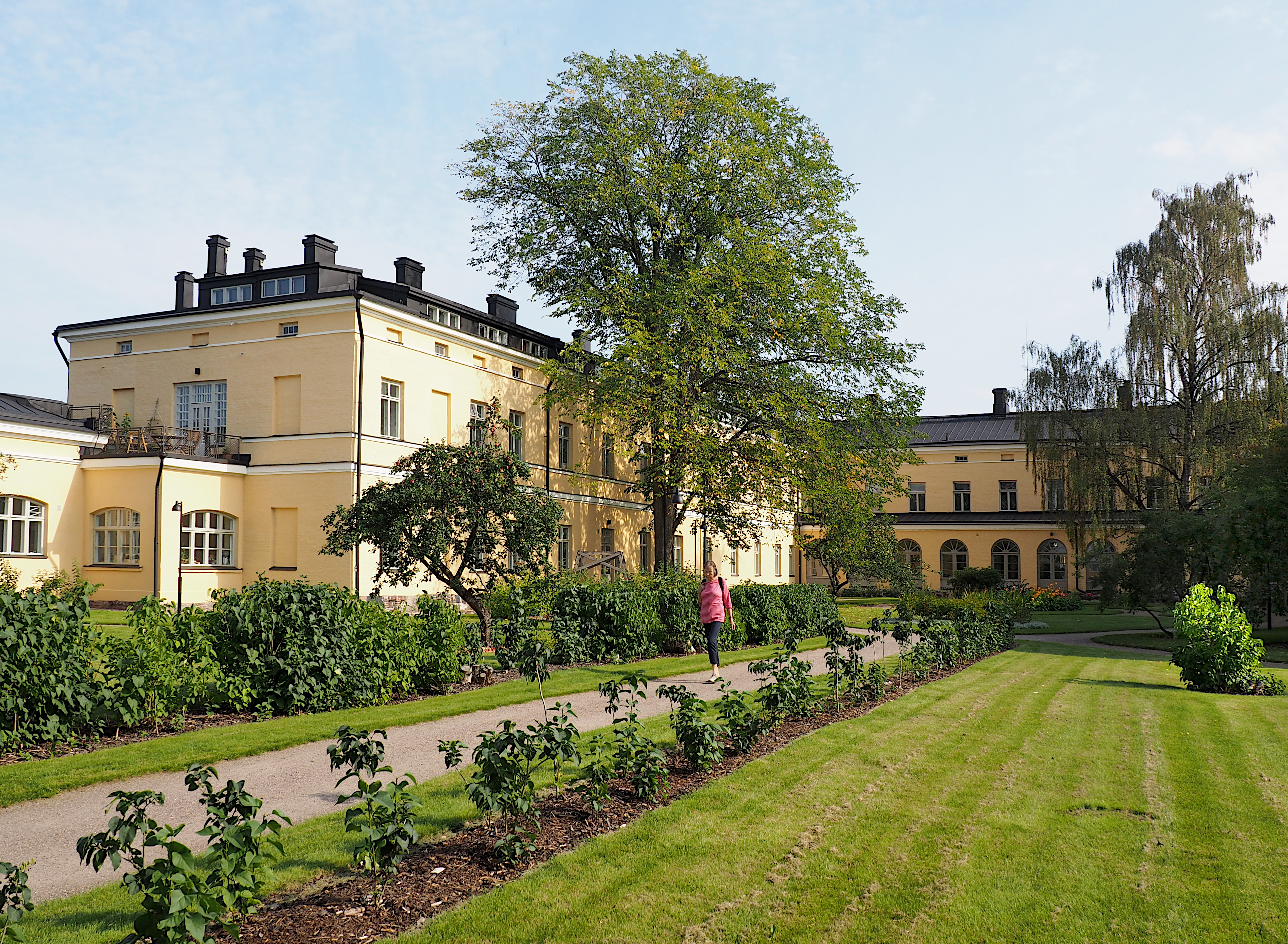
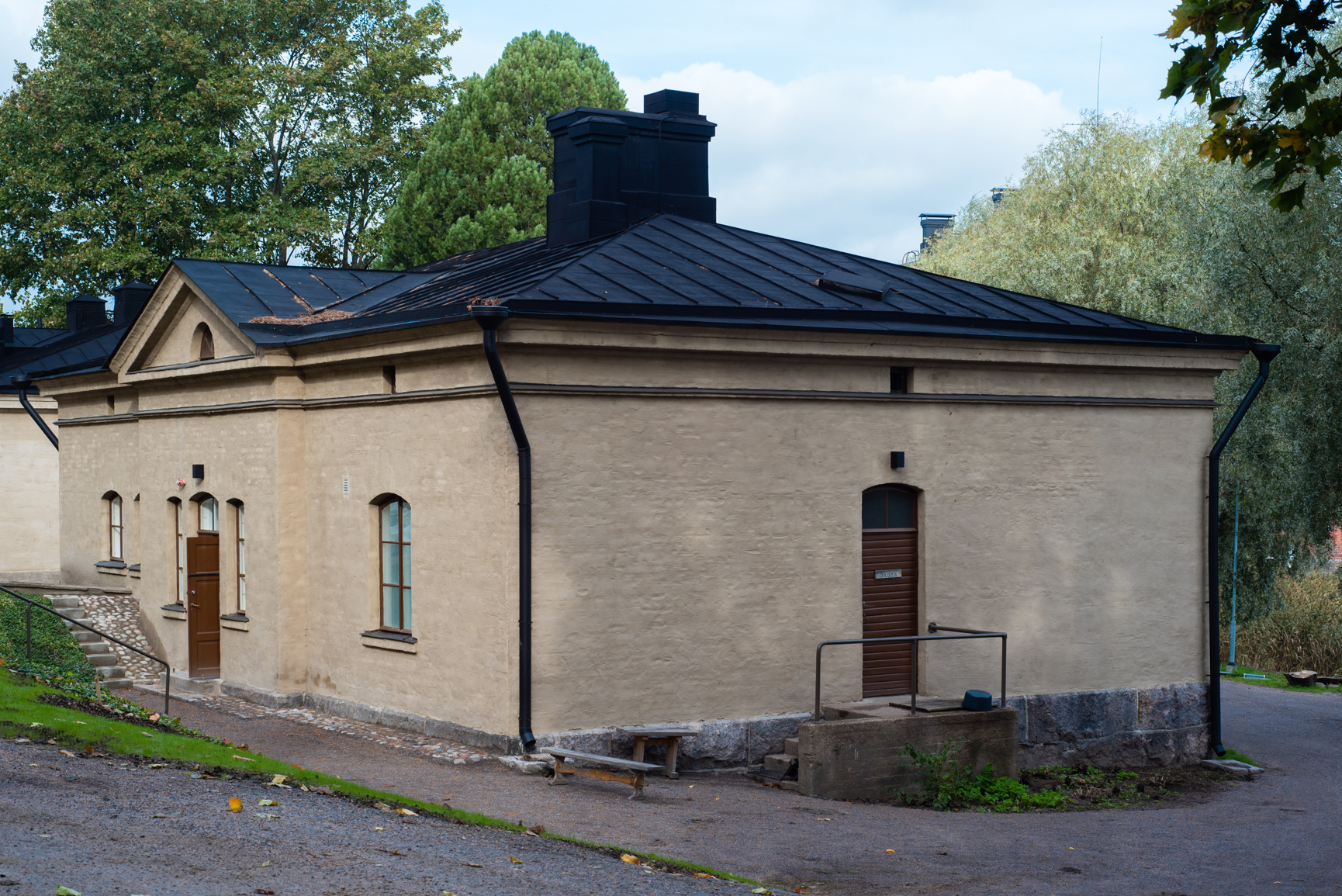
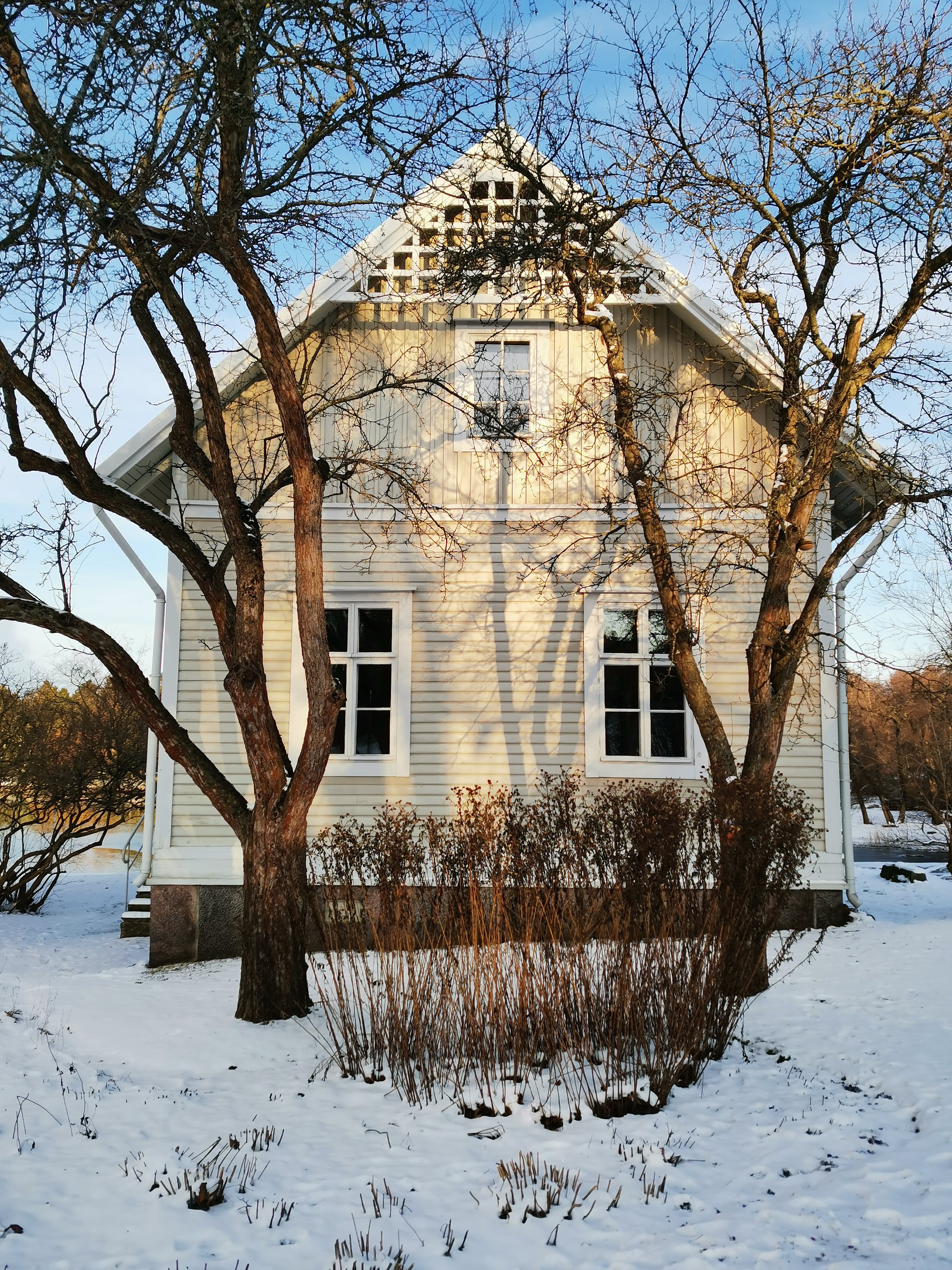

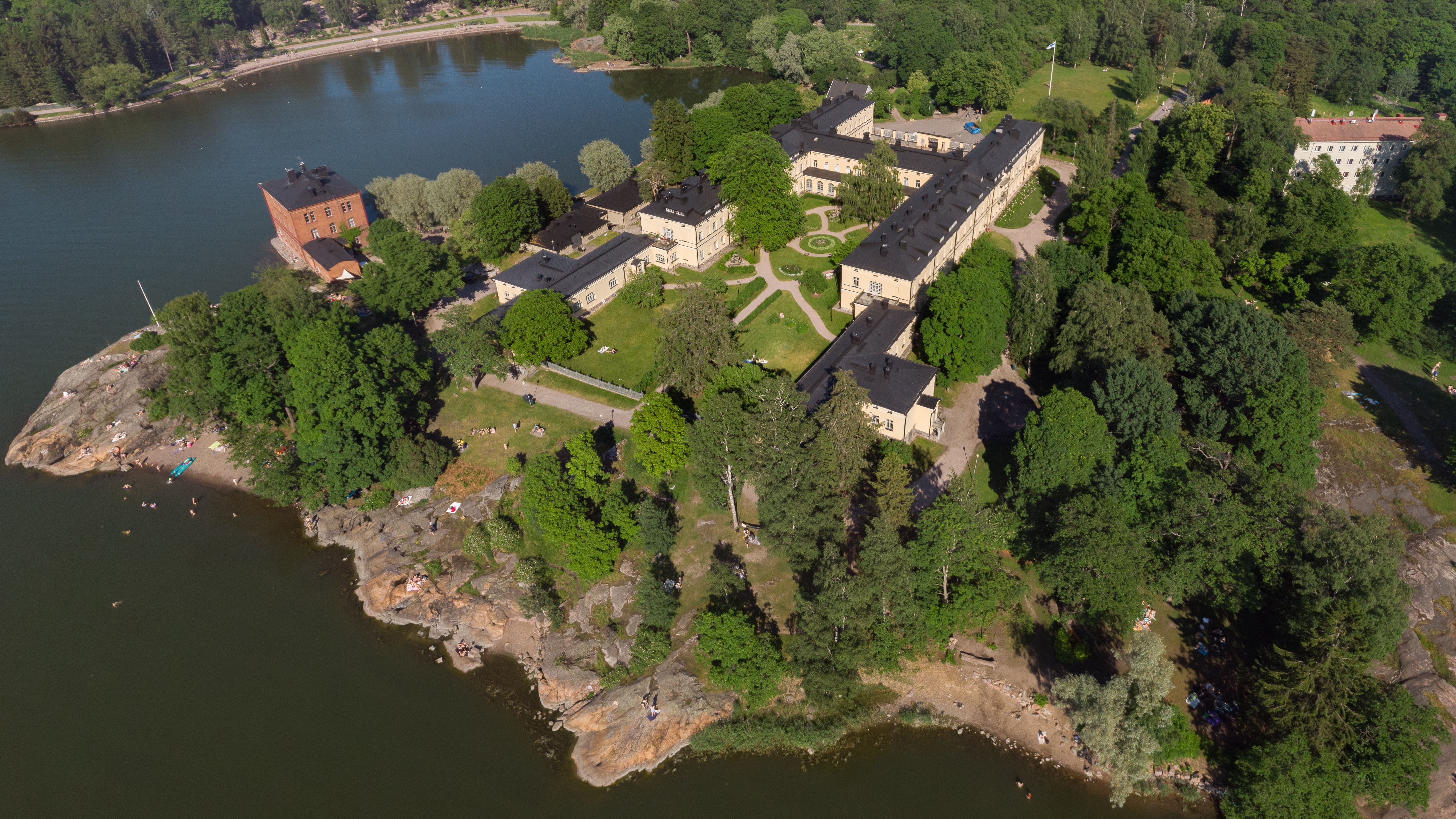
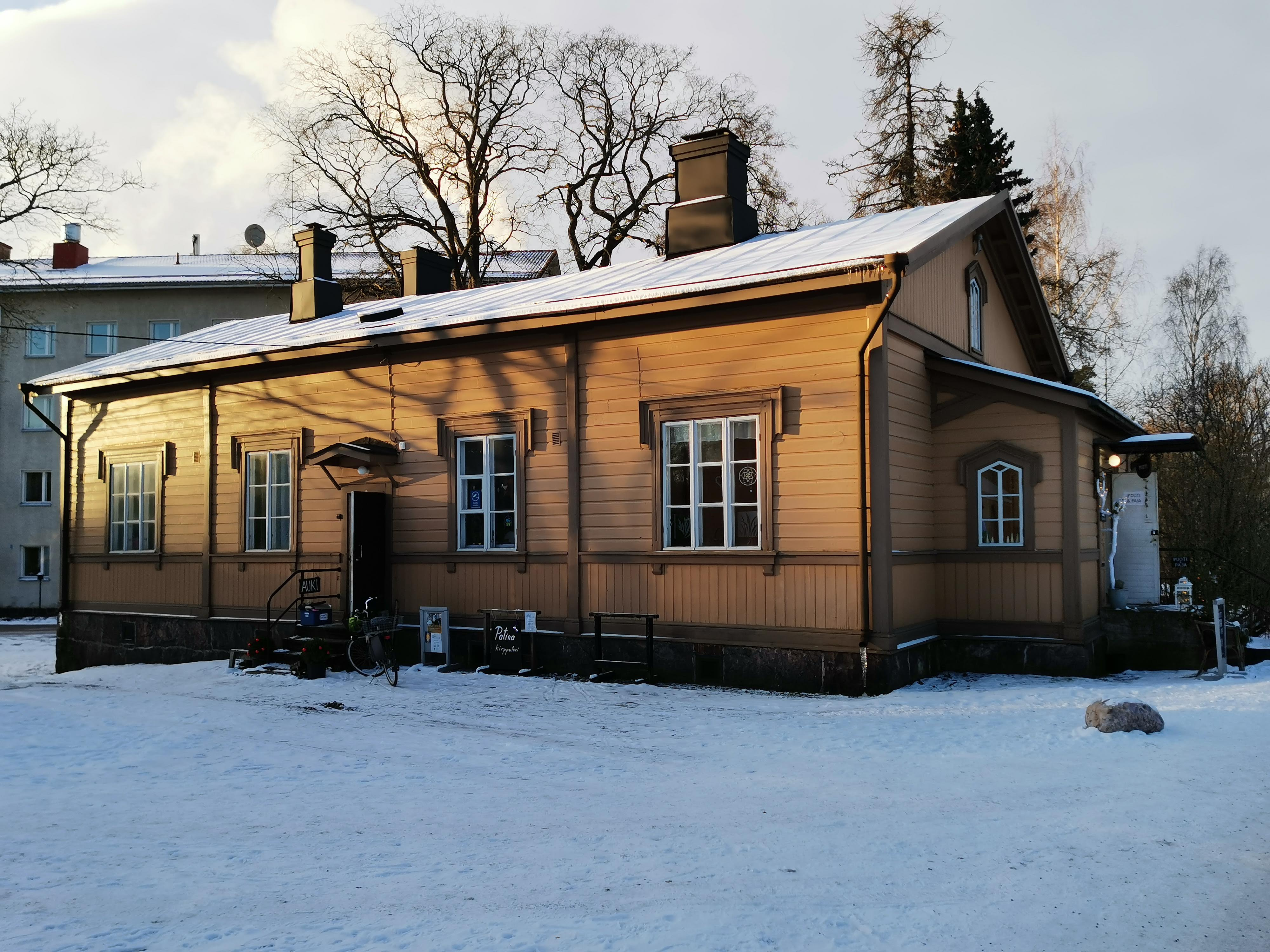
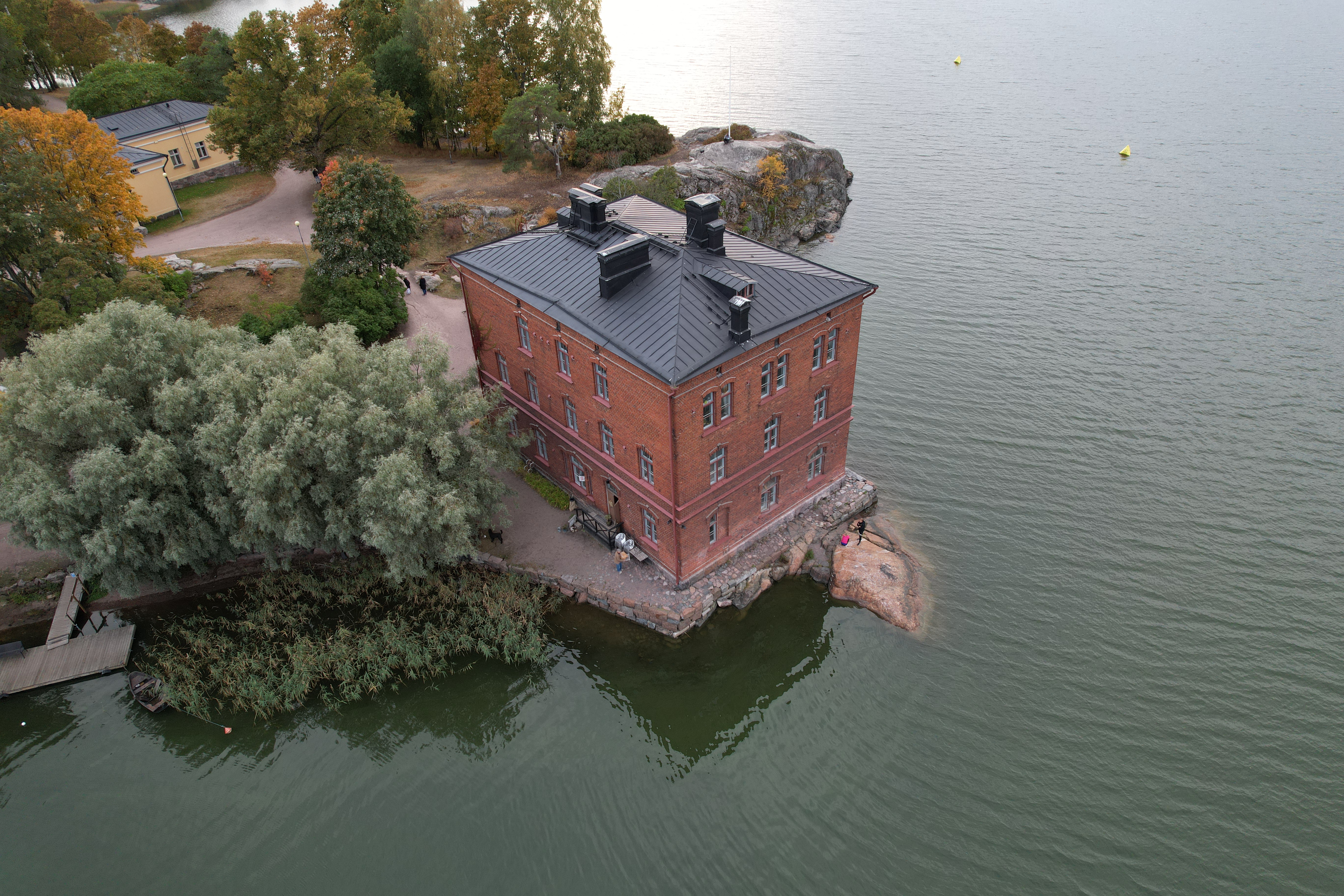
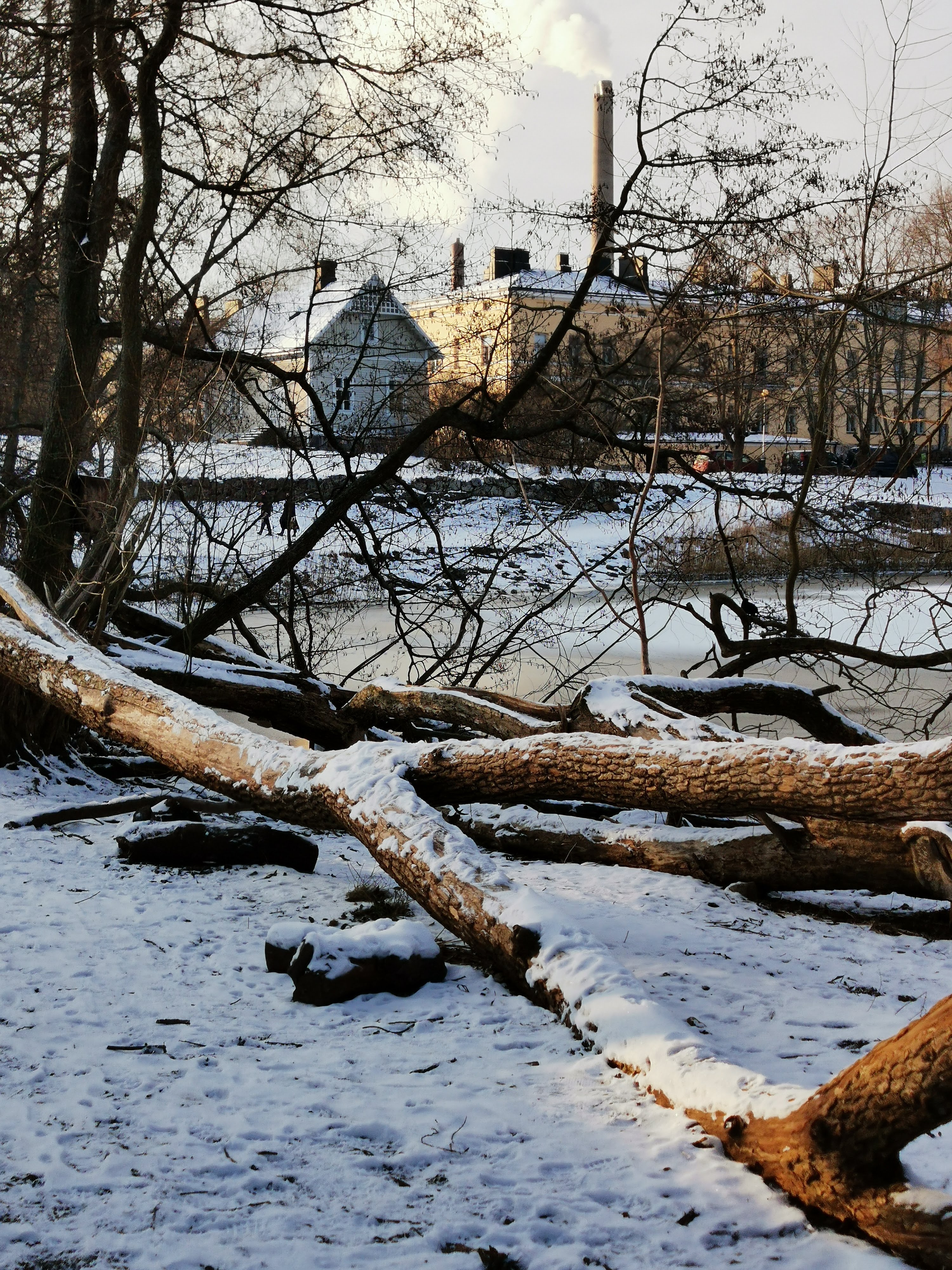